# Бэюш
Бэюш (Баюш, рум. Băiuș, Бэюш) — село в Леовском районе Молдавии. Является административным центром коммуны Бэюш, включающей также сёла Новая Кочулия и Хыртоп.

## География
Село расположено на высоте 165 метров над уровнем моря. Недалеко от села берёт своё начало река Ялпужель, правый приток реки Ялпуг. Река имеет два источника — дождевой (находится в лесном массиве в 2,8 км к северо-востоку от села) и постоянный — родник (находится в 5,5 км ниже дождевого источника по течению реки).

## Население
По данным переписи населения 2004 года, в селе Бэюш проживает 1010 человек (478 мужчин, 532 женщины).
Этнический состав села:
| Национальность | Число жителей | Процентный состав |
| -------------- | ------------- | ----------------- |
| молдаване      | 969           | 95.94             |
| гагаузы        | 20            | 1.98              |
| болгары        | 16            | 1.58              |
| русские        | 3             | 0.3               |
| украинцы       | 1             | 0.1               |
| румыны         | 1             | 0.1               |
| Всего          | 1010          | 100 %             |